# Kanton Eu
Der Kanton Eu  ist seit 1790 ein französischer Wahlkreis im Arrondissement Dieppe im Département Seine-Maritime in der Region Normandie; sein Hauptort ist Eu.

## Gemeinden
Der Kanton besteht aus 40 Gemeinden mit insgesamt 33.544 Einwohnern (Stand: 1. Januar 2022) auf einer Gesamtfläche von 379,74 km²:
| Gemeinde                 | Einwohner 1. Januar 2022 | Fläche km² | Dichte Einw./km² | Code INSEE | Postleitzahl |
| ------------------------ | ------------------------ | ---------- | ---------------- | ---------- | ------------ |
| Aubermesnil-aux-Érables  | 201                      | 8,48       | 24               | 76029      | 76340        |
| Baromesnil               | 212                      | 7,98       | 27               | 76058      | 76260        |
| Bazinval                 | 410                      | 7,18       | 57               | 76059      | 76340        |
| Blangy-sur-Bresle        | 2.844                    | 17,45      | 163              | 76101      | 76340        |
| Campneuseville           | 443                      | 12,30      | 36               | 76154      | 76340        |
| Canehan                  | 380                      | 6,18       | 61               | 76155      | 76260        |
| Criel-sur-Mer            | 2.592                    | 21,12      | 123              | 76192      | 76530        |
| Cuverville-sur-Yères     | 193                      | 11,06      | 17               | 76207      | 76260        |
| Dancourt                 | 234                      | 18,30      | 13               | 76211      | 76340        |
| Étalondes                | 1.071                    | 4,63       | 231              | 76252      | 76260        |
| Eu                       | 6.541                    | 17,93      | 365              | 76255      | 76260        |
| Fallencourt              | 180                      | 12,08      | 15               | 76257      | 76340        |
| Flocques                 | 720                      | 4,93       | 146              | 76266      | 76260        |
| Foucarmont               | 804                      | 7,28       | 110              | 76278      | 76340        |
| Guerville                | 470                      | 12,46      | 38               | 76333      | 76340        |
| Hodeng-au-Bosc           | 565                      | 8,77       | 64               | 76363      | 76340        |
| Incheville               | 1.138                    | 7,89       | 144              | 76374      | 76117        |
| Le Mesnil-Réaume         | 802                      | 5,55       | 145              | 76435      | 76260        |
| Le Tréport               | 4.417                    | 6,77       | 652              | 76711      | 76470        |
| Longroy                  | 629                      | 5,32       | 118              | 76394      | 76260        |
| Melleville               | 261                      | 9,09       | 29               | 76422      | 76260        |
| Millebosc                | 238                      | 7,91       | 30               | 76438      | 76260        |
| Monchaux-Soreng          | 613                      | 10,05      | 61               | 76441      | 76340        |
| Monchy-sur-Eu            | 554                      | 8,99       | 62               | 76442      | 76260        |
| Nesle-Normandeuse        | 498                      | 9,10       | 55               | 76460      | 76340        |
| Pierrecourt              | 475                      | 9,51       | 50               | 76500      | 76340        |
| Ponts-et-Marais          | 801                      | 5,90       | 136              | 76507      | 76260        |
| Réalcamp                 | 594                      | 11,45      | 52               | 76520      | 76340        |
| Rétonval                 | 174                      | 5,62       | 31               | 76523      | 76340        |
| Rieux                    | 593                      | 7,09       | 84               | 76528      | 76340        |
| Saint-Léger-aux-Bois     | 479                      | 11,02      | 43               | 76598      | 76340        |
| Saint-Martin-au-Bosc     | 274                      | 7,20       | 38               | 76612      | 76340        |
| Saint-Martin-le-Gaillard | 293                      | 17,80      | 16               | 76619      | 76260        |
| Saint-Pierre-en-Val      | 1.091                    | 7,73       | 141              | 76638      | 76260        |
| Saint-Rémy-Boscrocourt   | 801                      | 8,37       | 96               | 76644      | 76260        |
| Saint-Riquier-en-Rivière | 154                      | 9,99       | 15               | 76645      | 76340        |
| Sept-Meules              | 173                      | 8,22       | 21               | 76671      | 76260        |
| Touffreville-sur-Eu      | 230                      | 5,69       | 40               | 76703      | 76910        |
| Villers-sous-Foucarmont  | 185                      | 7,01       | 26               | 76744      | 76340        |
| Villy-sur-Yères          | 217                      | 8,34       | 26               | 76745      | 76260        |
| Kanton Eu                | 33.544                   | 379,74     | 88               | 7610       | –            |

Bis zur Neuordnung bestand der Kanton Eu aus den 22 Gemeinden Baromesnil, Canehan, Criel-sur-Mer, Cuverville-sur-Yères, Étalondes, Eu, Flocques, Incheville, Longroy, Melleville, Le Mesnil-Réaume, Millebosc, Monchy-sur-Eu, Ponts-et-Marais, Saint-Martin-le-Gaillard, Saint-Pierre-en-Val, Saint-Rémy-Boscrocourt, Sept-Meules, Tocqueville-sur-Eu, Touffreville-sur-Eu, Le Tréport und Villy-sur-Yères. Sein Zuschnitt entsprach einer Fläche von 191 km2. 

## Bevölkerungsentwicklung
| 1962   | 1968   | 1975   | 1982   | 1990   | 1999   | 2010   |
| ------ | ------ | ------ | ------ | ------ | ------ | ------ |
| 22.265 | 24.302 | 25.871 | 26.242 | 26.299 | 26.064 | 25.604 |